# Hieracium caucasiense
Hieracium caucasiense là một loài thực vật có hoa trong họ Cúc. Loài này được Arv.-Touv. mô tả khoa học đầu tiên năm 1899.